# Carin Hernskog
Carin Hernskog (22 febbraio 1963) è un'ex sciatrice freestyle svedese.

## Palmarès
| Anno | Manifestazione            | Sede    | Evento | Risultato | Prestazione | Note  |
| ---- | ------------------------- | ------- | ------ | --------- | ----------- | ----- |
| 1986 | Mondiali                  | Tignes  | Salti  | Argento   | 18.00       |       |
| 1988 | Giochi olimpici invernali | Calgary | Salti  | Bronzo    | -           | [ 1 ] |

## Coppe e meeting internazionali
1985-86
- Argento nella Coppa del Mondo di salti con 67 pt.

1986-87
- Argento nella Coppa del Mondo di salti con 63 pt.